# Герб Узбекской ССР

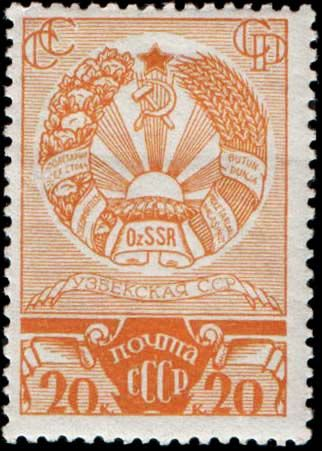
Почтовая марка СССР, 1938 год

Герб Узбекской ССР — государственный символ Узбекской Советской Социалистической Республики. 

## История
Герб Узбекской Советской Социалистической Республики (УзССР) базируется на гербе Советского Союза. Первый вариант герба был принят 14 февраля 1937 года правительством УзССР.

В статье 178 Конституции Узбекской ССР было сказано:
Государственный герб Узбекской Советской Социалистической Республики представляет собой изображение в лучах солнца серпа и молота, окруженных венком, состоящим справа из колосьев пшеницы и слева − из веток хлопчатника с цветами и раскрытыми коробочками хлопка; в верхней части герба находится пятиконечная звезда; внизу изображена часть земного шара. На ленте венка надписи: слева − на узбекском, справа − на русском языках «Пролетарии всех стран, соединяйтесь!» Внизу на банте ленты надпись «УзССР».
С 1978 года серп и молот на гербе стали золотыми вместо серебряных.
Герб являлся государственным символом Республики Узбекистан до принятия в 1992 году современного герба.

Герб 1925 года с текстом на узбекском языке арабскими буквами (современная реконструкция)
Герб 1937 года с текстом на латинице и серпом с герба СССР
Герб с марки 1947 года с текстом на кириллице и серебряными серпом и молотом